# Wydział Pedagogiki Uniwersytetu Kazimierza Wielkiego w Bydgoszczy
Wydział Pedagogiki Uniwersytetu Kazimierza Wielkiego w Bydgoszczy – jeden z 17 wydziałów Uniwersytetu Kazimierza Wielkiego w Bydgoszczy.

## Historia
Wydział Pedagogiki powstał 1 października 2019 roku w ramach przekształcenia z istniejącego Instytutu Pedagogiki.

## Kierunki kształcenia
Dostępne kierunki:
- logopedia (studia I stopnia)
- pedagogika z różnymi modułami (studia I i II stopnia)
- pedagogika opiekuńcza z profilaktyką uzależnień i socjoterapią - profil praktyczny (studia I stopnia)
- pedagogika resocjalizacyjna - studia dualne o profilu praktycznym (studia I stopnia)
- pedagogika wczesnoszkolna (studia I stopnia)
- pedagogika przedszkolna i wczesnoszkolna (studia jednolite magisterskie)
- praca socjalna (studia I stopnia)

## Struktura organizacyjna
| Katedra                                                  | Kierownik                                  |
| -------------------------------------------------------- | ------------------------------------------ |
| Katedra Dydaktyki i Studiów nad Kulturą Edukacji         | prof. dr hab. Ewa Filipiak                 |
| Katedra Metodologii Badań i Studiów nad Dyskursem        | prof. dr hab. Helena Ostrowicka            |
| Katedra Pedagogiki Kultury                               | dr hab. Paweł Trzos, prof. UKW             |
| Katedra Pedagogiki Ogólnej i Teorii Wychowania           | dr hab. Dariusz Zając, prof. UKW           |
| Katedra Pedagogiki Opiekuńczej i Profilaktyki Społecznej | p.o. dr hab. Jolanta Jarczyńska, prof. UKW |
| Katedra Pedagogiki Pracy i Andragogiki                   | prof. dr hab. Ryszard Gerlach              |
| Katedra Pedagogiki Przedszkolnej i Wczesnoszkolnej       | dr hab. Anna Jakubowicz-Bryx, prof. UKW    |
| Katedra Pedagogiki Resocjalizacyjnej                     | dr hab. Jacek Szczepkowski, prof. UKW      |
| Katedra Pedagogiki Specjalnej i Logopedii                | p.o. dr Maciej Jabłoński                   |
| Katedra Pedagogiki Społecznej                            | dr hab. Halina Steinke, prof. UKW          |
| Wydziałowy Zakład Dydaktyki                              | dr Elżbieta Okońska                        |

## Władze Wydziału
W kadencji 2024–2028:
| Stanowisko                 | Imię i nazwisko                 |
| -------------------------- | ------------------------------- |
| Dziekan                    | prof. dr hab. Helena Ostrowicka |
| Prodziekan ds. kształcenia | dr Elżbieta Okońska             |